# Рашвілл (Огайо)
Рашвілл (англ. Rushville) — селище (англ. village) в США, в окрузі Феєрфілд штату Огайо. Населення — 304 особи (2020).

## Географія
Рашвілл розташований за координатами 39°45′52″ пн. ш. 82°25′49″ зх. д. / 39.76444° пн. ш. 82.43028° зх. д. (39.764348, -82.430333).  За даними Бюро перепису населення США в 2010 році селище мало площу 0,62 км², уся площа — суходіл.

## Демографія
Згідно з переписом 2010 року, у селищі мешкали 302 особи в 107 домогосподарствах у складі 81 родини. Густота населення становила 487 осіб/км².  Було 120 помешкань (193/км²).
Расовий склад населення:
| - 96,0 % — білих - 0,7 % — азіатів |

До двох чи більше рас належало 3,3 %. Частка іспаномовних становила 0,0 % від усіх жителів.
За віковим діапазоном населення розподілялося таким чином: 30,5 % — особи молодші 18 років, 64,2 % — особи у віці 18—64 років, 5,3 % — особи у віці 65 років та старші. Медіана віку мешканця становила 32,3 року. На 100 осіб жіночої статі у селищі припадало 89,9 чоловіків;  на 100 жінок у віці від 18 років та старших — 98,1 чоловіків також старших 18 років.
Середній дохід на одне домашнє господарство  становив 51 230 доларів США (медіана — 45 000), а середній дохід на одну сім'ю — 54 416 доларів (медіана — 50 000). За межею бідності перебувало 20,7 % осіб, у тому числі 34,7 % дітей у віці до 18 років та 0,0 % осіб у віці 65 років та старших.
Цивільне працевлаштоване населення становило 154 особи. Основні галузі зайнятості: освіта, охорона здоров'я та соціальна допомога — 20,1 %, виробництво — 11,0 %, роздрібна торгівля — 10,4 %, фінанси, страхування та нерухомість — 10,4 %.